# Хипобарична барокомора
Хипобарична барокомора или висинска барокомора је високософистицирани медицински уређај који се користи током истраживања или обуке у ваздухопловству или космонаутици за симулацију ефеката велике надморске висине на људско тело, посебно хипоксије и хипобарије (ниског амбијенталног ваздушниог притиска). 
Како је боравак у овој комори физиолошки еквивалентан боравку у средини разређеног ваздуха, хипобарична барокомора је заправо „симулатор летења“, јер са повећањем надморске висине, барометарски притисак се у њој снижава уз помоћ моћних вакуум пумпи што резултује разблажењем ваздуха и падом парцијалног притиска кисеоника у удахнутом ваздуху.
Неке коморе такође контролишу микроклиму у барокомори (температуру и релативну влажност).

## Историја
Историја барокомора нешто је старија од ваздухопловне медицине, а  настала је у 19. веку под утицајем све чешћег интересовања за експлоатацију ваздушног простора. Освајање ваздушног простора све захтевније и са све савременијим летилицама, након неколико година наметнулу је нове потребе и непосредну везу ваздухопловства не само са техничким наукама већ и са другим наукама укључујући и са биомедицинским, везано за све бројнија нерешена медицинска питања, и страдања пилота. 
Промена висине, која је основна карактеристика летења, има јак утицај на људски организам. На висини (у новом окружењу) тело покушава да одржи стање хомеостазе, (повратак организма у стање пре него што је дошло до неких промена у њему), како би се у њему обезбедила, оптимална активност сложених хемијских система. Свака промена ове хомеостаза (изван оптималног животног окружења), приморава тело, да покуша да исправи тај дизбаланс. Такав један дизбаланс настаје са повећањем висине и утиче на способност тела да обезбеди адекватну количину кисеоника потребну за функцију дисања у ћелијама и ткивима. Ако адаптивни одговори на овај стрес нису адекватни, функцоналне способности система у телу, могу драматично опасти, а ако стрес делују и продужено (хронично) резултати могу бити озбиљни, па чак и фатални. Имајући напред наведено на чуди што су први радови у области будуће ваздухопловне медицине били баш у области проучавање висинске или планинске физиологије. 
Евангелиста Торичели (1608-1647) је такође дао свој значајан допринос изучавању надморске висине и физиологије дисања, конструкцијом живиног барометра 1643. године. Поред тога, он је сковао и термин „ваздушни притисак” и био први који је вршио експерименте са животињама у условима негативног атмосферског притиска.
Otto von Guericke (1602-1686) конструисао је ваздушну пумпу 1650. године, и тиме постао прва особа која је створила услове „вакуума” (1654). Само неколико година касније, 1659. Роберт Бојл (1627-1691) користећи ваздушну пумпу, уз помоћ свог колеге Роберта Хука (1635-1703), вршио је експеименте са прототипом вакуумске коморе 1677. године (неке врсте барокоморе). У овој комори, он је био у стању да формира прве закључке о физиологији надморске висине након што је у вакууму провео 15 минута на еквивалентној надморској висини од око 2.400 m (7.900 ft)
Још један значајан допринос ваздухопловној физиологији дали су Џозеф Пристли (1733-1804), који је 1774. године открио кисеоник и Антоан Лавоазје (1743-1794) који је убрзо након открића кисеоника препознао његов значај за процес оксидације.
Овим открићима заокружена су основна сазнање неопходна за разумевање физиолошких утицаја надморске висине на организам човека.
Прву свеобухватну студију ефеката ваздушног притиска са променом висине, и његов утицаја на здравље, спровео је француски лекар Пол Бер (1830—1886) (кога многи сматрају оцем ваздухопловне медицине), 1870.тих година, често користећи себе као субјект. Његови експерименти поставили су основу за савремену физиологију у области изучавања утицаја промене састава ваздуха и барометарског притиска са променом висине и узрок настанка висинске и декомпресионе болести. Своја истраживања о утицају промене састава и притисак ваздуха, са порастом висине на људе. Бер је у својим експеиментима користио специјално конструисану барокомору како би утврдио физиолошки ефекат промене састава и притиска ваздуха до висине од 8.800 m.
Прва савремена барокомора за потребе тадашњег Ратног ваздухопловства и противваздушна одбране СФРЈ набављена је 1954. године и радила је све до 1991. године када је уступљена Музеју ваздухопловства у Сурчину.

## Опште информације
Поред брзине и убрзања, висина је одувек била једна од најфасцинантнијих авантура за људска бића. Суперсонична брзина  омогућава да за кратко време достигнете висине далеко веће од 30.000 ft (9.100 m). Али та висина носи ризике, као што је губитак кисеоника или притисак у кабини. У таквим ситуацијама човек има на располагању само кратко време чисте свести да реагује и доноси исправне одлуке, ако одмах уочи ризик.
Опште је познато да је најозбиљнија опасност за ваздухопловну посаду смањени парцијални притисак кисеоника који се јавља при ниским барометарским притисцима.
Без правилне употребе опреме за кисеоник и притиска у кабини, хипоксија може брзо довести до онеспособљења или смрти, због поремећаја чисте свести. Време чисте свести је период од прекида снабдевања кисеоником излагања околини сиромашној кисеоником, до времена када се корисна функција губи. Појединац више није способан да предузме одговарајуће корективне и заштитне радње, јер настаје губитак свести. Може се сматрати да је време чисте свести на висинским нивоима за цивилно ваздухопловство од 35.000 ft (11.000 m) између 0,5 секунди и једног минута. На висинама од 43.000 ft (13.000 m) време чисте свести је између 9 и 12 секунди.
Како је време преживљавања на великим висинама изузетно кратко и ако пилоти не препознају симптоме хипоксије, то доводи до фаталног удеса. Да би се то спречило 
спроводи се обука у хипобаричној комори, такође познатој као висинска комора, која значајно доприноси безбедности летења.
Демонстрације хипоксије, декомпресије или чак експлозивне декомпресије у комбинацији са екстремним климатским условима од ± 50 °C и 20 - 80% релативне влажности, помажу пилотима да рано препознају критичне ситуације и предузму одговарајуће мере опоравка.
Како пилоти сазнају тачну висину на којој се јавља физичко и ментално оштећење, уз велике индивидуалне разлике, барокомора може да демонстрира пилотима ефекте недовољног снабдевања кисеоником који узрокује оштећење церебралних функција.
Демонстрација са повећањем висине омогућава пилотима да искусе ефекте хипоксије, као што су: оштећење размишљања и расуђивања, спорије реакције, недостатак менталне и мишићне координације, смањен вид и слух, и оштећење памћења. Пилоти уче како хипоксија може довести до губитка свести и на крају смрти.
Обука на великим висинама у барокомори у раној фази изоштрава препознавање хипоксије и важан је допринос повећању безбедности летења.
Тренинг на великим висинама у барокомори показује утицај ниске засићености кисеоником у људском телу, што се манифестује психофизиолошким понашањем услед брзе или експлозивне декомпресије.

## Намена
Хипобарична барокомора је сложени медицински уређај који осигурава људима боравак у средини  сниженог притиска у односу на нормални атмосферски притисак од 1 бар-а. Њеном применом остварује се низ физиолошких промена у организму, које изазива снижена вредност парцијалног притиска кисеоника у удахнутом ваздуху. 
Како је боравак у хипобаричној барокомори физиолошки једнако боравку у средини разређеног ваздуха, хипобарична комора је заправо „симулатор летења“, јер са „порастом висине“ у њој се уз помоћ снажних вакуум-пумпи снижава атмосферски притисак, који има за последицу разређење ваздуха и пад парцијалног притиска кисеоника у удахнутом ваздуху особа које у њој бораве.
Хипобарична барокомора се користе у институтима, специјалним заводима, болницама и специјализованим ординацијама, у скоро свим развијеним земљама света за медицинска истраживања, селекцију и тренажу људства за специјалне дужности (пилоти, космонаута, падобранца, алпиниста) и лечење болесника. Данас у свету постоји велики број хипобаричних барокомора различите намене.
Хипобаричне коморе се углавном користи у ваздухопловној или космичкој медицини у ваздухопловним и космичким центрима (институтима) за физиолошку тренажу и ваздухопловну и космичку физиологију, првенствено за:
Научноистраживачки рад - у области ваздухопловне физиологије и ваздухопловне и космичке медицине,
Селекцију - избор, летача, астронаута, падобранаца, војника и планинара,
Физиолошку тренажу - летача, астронаута, падобранаца и планинара за боравак на висини,
Проверу исправности висинске опреме и уређаја - у ваздухопловству и космичким истраживањима,
Лечење летача, космонаута, падобранаца или болесника - применом сниженог парцијалног притиска кисеоника.
Истраживачке и спортске тренинге на већим висинама током продуженог и континуираног рада коморе неколико дана или недеља.
У хипобаричној комори пилоти пролазе кроз читав низ вежби у хипобаричним условима  на високој надморској висини(на ниском барометарском притисак) у којима се симулирају ране фазе хипоксије (недостатак кисеоника у телу). Тестови пилоту пружају доказе о брзом погоршању моторних вештина, правилног размишљања и других способности током лета на висини преко 4.000 m изнад нивоа мора, без коришћења додатног кисеоника, и тиме му дају доказ о значају правилне и сталне употребе заштитне летачке опреме и кисеоничких уређаја у авиону.

## Техичке карактеристике
Хипобарична комора се састоји из:
- Дводелне непропусне кабине са прозорима (за боравак испитаника и испитивача),

- Улазних врата која омогућавају улаз у простор под притиском. Она могу бити различита, како по форми, тако и по дизајну. Врата се могу оптеретити притиском са једне или обе стране.

- Јаких компресора за разређење ваздуха и стварање вакуума у кабинама барокоморе.

- Претеће оперме и уређаја за управљање комором
- Примопредајника за везу између испитивача и испитаника.

- Пратеће опреме за праћење виталних параметара испитаника.[14]

У хипобаричним барокоморама барометарски притисак се може спустити до 8 mm/Hg, што је једнако атмосферском притиску ваздуха на висини од 30.500 m изнад нивоа мора (100.000 pies). Имајући у виду техничке карактеристике хипобаричних комора оне су погодне за симулацију („репродукцију“) барометарског притиска и састава појединих гасних компоненти ваздуха (кисеоника, азота, угљен-диоксида…), на различитим надморским висининам у атмосфери, и зато су идеалана опрема за обуку из ваздухопловне физиологије.
Комора је преградом подељен у две кабине чија унутрашњост може да симулира различите нивое притиска (или надморске висине) и могу се независно контролисати. 
Главни одељак (кабина) има капацитет за смештај до десет испитаника у седећем положају и два инструктора и једног посматрача. 
Мали одељак (кабина или декомпресиона комора) може да прими двоје људи у седећем положају и инструктора или посматрача у стојећем положају. Структура кмалог одељака коморе је таква да симулира брзу или експлозивну декомпресију Такође може се користити као одељак за трансфер у хитним случајевима или као тоалет током дугорочних програма истраживања или обуке.

## Хипо и хипербарична комора
Хипо и хипербарична комора  обједињава у једном уређају радне карактеристике хипо и хипербаричних комора  и осигурава људима боравак у средини 100% кисеоника на повишеном притиску (од + 0–3 бар-а), или у средини снижене концентрације кисеоника од 10–21% и сниженог притиска (до – 0,5 бар-а), према потреби. Овај вид комора углавном се користи за лечење разних болести.